# Acanthurus pyroferus
Acanthurus pyroferus là một loài cá biển thuộc chi Acanthurus trong họ Cá đuôi gai. Loài cá này được mô tả lần đầu tiên vào năm 1834.
Acanthurus tristis, trước đây được xem là danh pháp đồng nghĩa của A. pyroferus, đã được công nhận là một loài hợp lệ vào năm 1993 dựa trên sự khác biệt về màu sắc.

## Từ nguyên
Từ định danh pyroferus được ghép bởi hai âm tiết trong tiếng Latinh: pyro ("lửa") và ferous ("mang theo"), hàm ý đề cập đến vệt màu đỏ cam phía sau nắp mang kéo dài xuống đến gốc vây ngực của loài cá này.

## Phạm vi phân bố và môi trường sống
Từ quần đảo Cocos (Keeling) và đảo Giáng Sinh (Úc) cũng như rạn san hô Scott ngoài khơi Tây Úc, A. pyroferus được phân bố trải dài về phía đông đến quần đảo Marquises và Tuamotu (Polynésie thuộc Pháp), ngược lên phía bắc đến vùng biển ngoài khơi đảo Honshu (Nhật Bản), giới hạn phía nam đến bờ đông Úc (gồm cả rạn san hô Great Barrier).
Ở Việt Nam, A. pyroferus được ghi nhận tại cù lao Chàm (Quảng Nam), vịnh Nha Trang (Khánh Hòa) và quần đảo Trường Sa, cũng như tại Phú Yên.
A. pyroferus sống gần các rạn san hô ở độ sâu lên đến 60 m.

## Mô tả

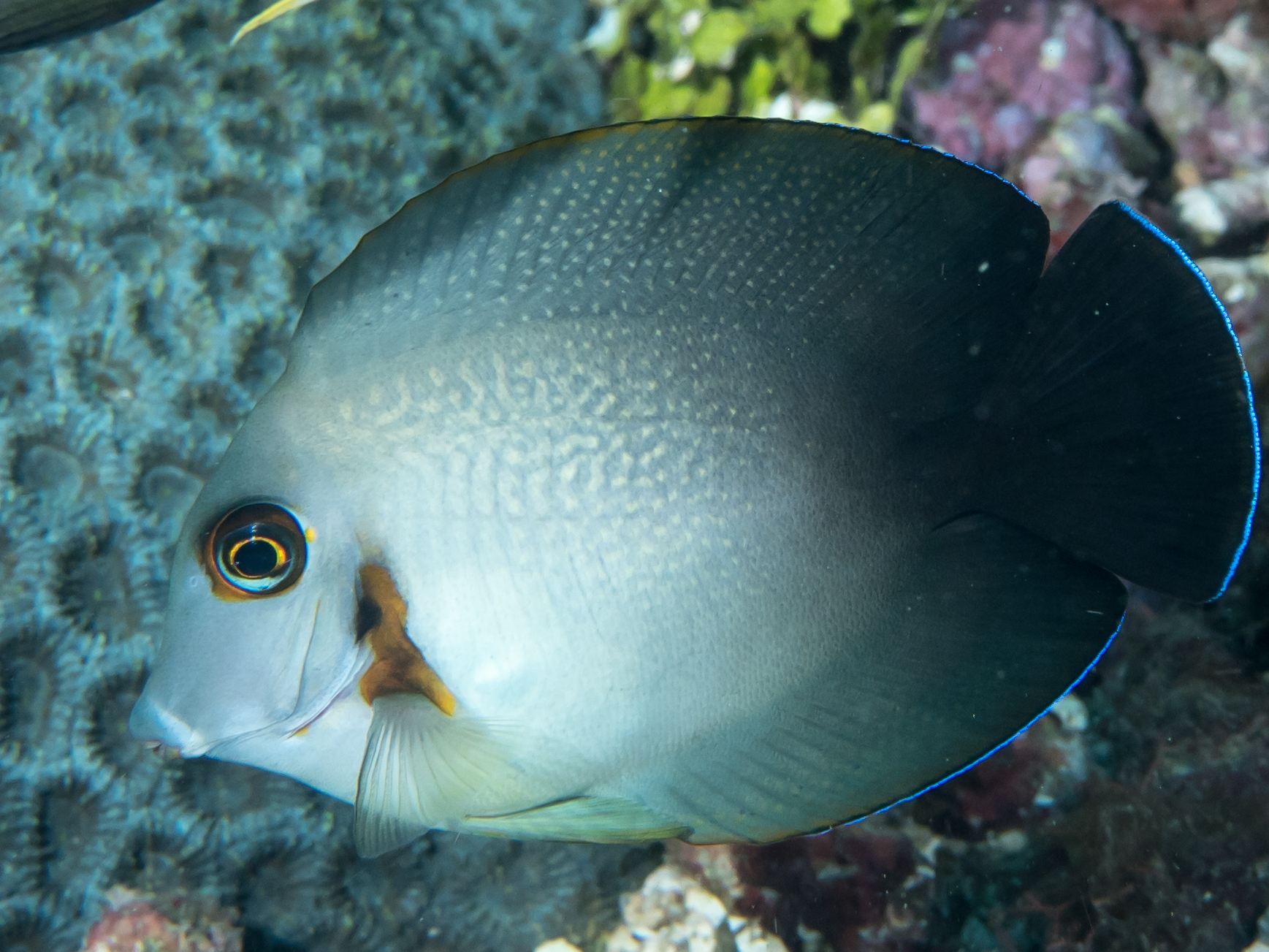
A. pyroferus chưa trưởng thành (bắt chước C. vrolikii)

Chiều dài cơ thể lớn nhất được ghi nhận ở A. pyroferus là 29 cm. Loài cá này có một mảnh xương nhọn chĩa ra ở mỗi bên cuống đuôi tạo thành ngạnh sắc.
Cơ thể của A. pyroferus trưởng thành có hình bầu dục thuôn dài, có màu nâu với một vệt màu đỏ cam phía sau nắp mang kéo dài xuống đến gốc vây ngực; vùng ngực có màu nâu đỏ. Một dải đen trên nắp mang, chạy dài xuống miệng, với một vòng trắng bao quanh mõm. Có đốm trắng ở dưới mắt.
Số gai ở vây lưng: 8; Số tia vây ở vây lưng: 27–29; Số gai ở vây hậu môn: 3; Số tia vây ở vây hậu môn: 24–28; Số tia vây ở vây ngực: 16; Số gai ở vây bụng: 1; Số tia vây ở vây bụng: 5; Số lược mang: 23–26.

### Loài bắt chước

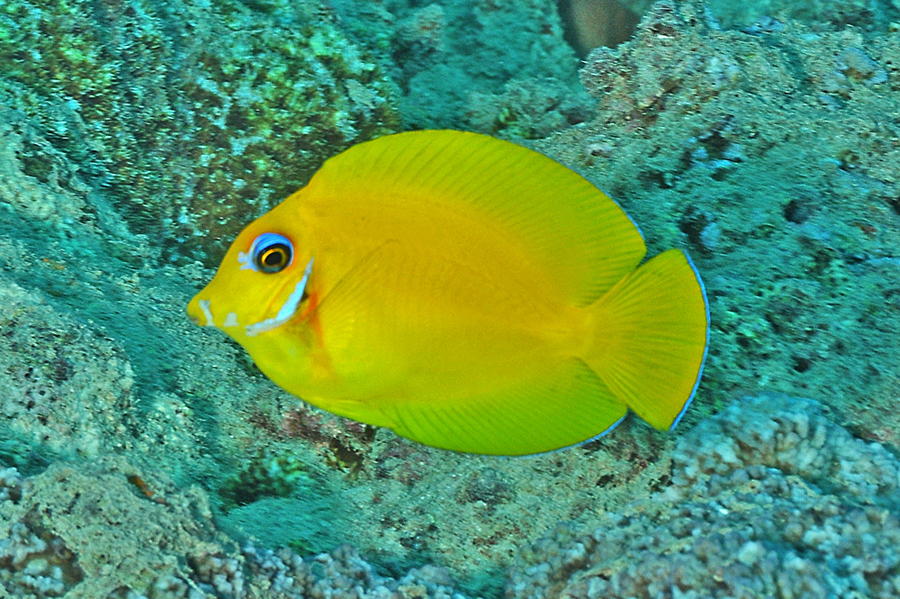
A. pyroferus chưa trưởng thành (bắt chước C. flavissima)

Cá con của A. pyroferus lại không có màu sắc như cá trưởng thành. Ngược lại, chúng có thể bắt chước màu sắc của một số loài cá bướm gai thuộc chi Centropyge. Không những thế, vây đuôi của A. pyroferus chưa lớn lại bo tròn hệt như những loài cá bướm mà nó bắt chước.
Trong những lần thu thập hay chụp hình dưới nước, nhà ngư học Randall nhận thấy, những loài Centropyge có tính cảnh giác rất cao, khó mà tiếp cận được chúng. Một điều nữa, những loài săn mồi biết rõ về hành vi này của Centropyge, nên chúng sẽ không tốn công để truy bắt chúng. Vì thế, những cá thể có hình dáng, màu sắc như Centropyge sẽ không lọt vào tầm ngắm của những kẻ săn mồi. Chính vì điều này mà cá con của A. pyroferus bắt chước màu sắc của các loài Centropyge để tránh những kẻ săn mồi. Tuy nhiên, A. pyroferus chưa trưởng thành không thể bắt chước được hành vi của Centropyge: chúng ít cảnh giác đến xung quanh, kiếm ăn trên một khu vực khá rộng rãi và không bơi gần đáy, tạo cơ hội cho những loài săn mồi bắt được.

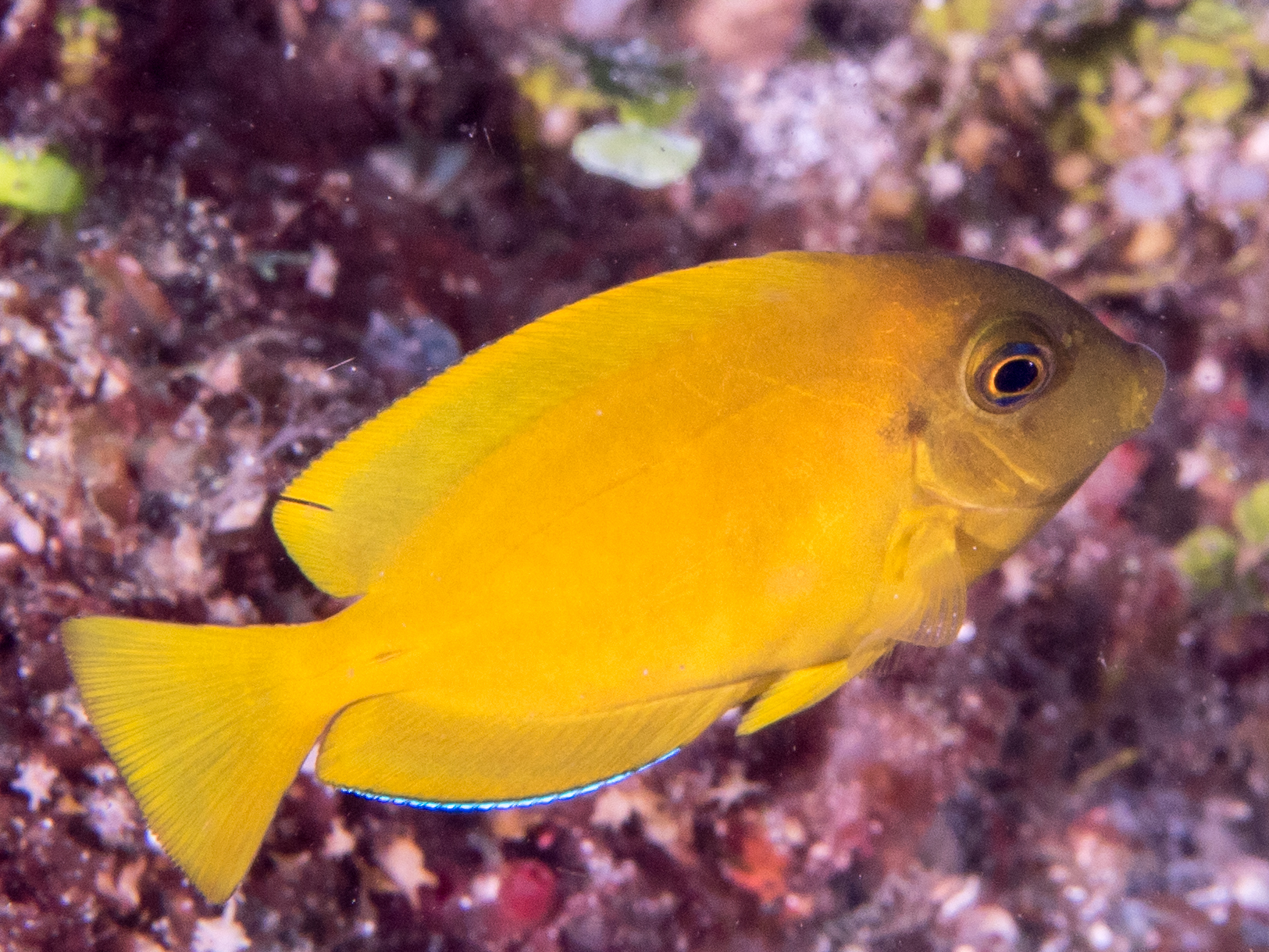
A. pyroferus chưa trưởng thành (bắt chước C. heraldi)

Sự bắt chước ở cá con của A. pyroferus được ghi nhận lần đầu tiên ở ngoài khơi Papeete, đảo Tahiti (thuộc quần đảo Société), khi một cá thể dài 4,3 cm có màu vàng với các vệt xanh trên đầu được phát hiện. Ban đầu, các nhà ngư học cho rằng đây là một cá thể của loài Centropyge flavissima, nhưng mẫu vật này lại có ngạnh ở cuống đuôi. Mẫu vật này có 8 gai ở vây lưng, một số lượng chỉ được tìm thấy ở hai loài Acanthurus, là A. pyroferus (kiểu màu cá con khi đó vẫn chưa được biết) và Acanthurus sohal, loài đặc hữu của Biển Đỏ. Không lâu sau đó, một cá thể 8,8 cm được thu thập có màu vàng nâu với hai thùy đuôi mới nhú, hoàn toàn trùng khớp với đặc điểm của A. pyroferus. Lúc này, kiểu màu cá con của A. pyroferus mới được biết đến.
Màu vàng mà cá con A. pyroferus bắt chước ở C. flavissima được nhìn thấy chủ yếu ở các quần đảo thuộc Trung Thái Bình Dương. Ở những phạm vi mà C. flavissima thưa vắng, cá con A. pyroferus sẽ bắt chước màu trắng xám của Centropyge vrolikii. hay hoàn toàn là màu vàng như Centropyge heraldi. Ngoài ra, cá con A. pyroferus còn có thể bắt chước màu sắc của Centropyge bicolor, một loài cá bướm với nửa thân trước màu vàng và nửa thân sau màu xanh lam thẫm, được quan sát ở ngoài khơi bang New South Wales (Úc).

## Sinh thái học
Thức ăn của A. pyroferus chủ yếu là tảo. Loài cá này được ghi nhận là đã tạp giao với Acanthurus tristis ở bờ đông của đảo Bali (Indonesia).

## Đánh bắt
A. pyroferus được đánh bắt cho việc buôn bán cá cảnh. Một con A. pyroferus được bán với giá dao động khoảng từ 35 đến 70 USD.